# Теория накопления мутаций
Тео́рия накопле́ния мута́ций (англ. Mutations accumulation theory) — эволюционно-генетическая теория возникновения старения, предложена Питером Медаваром в 1952 году. Эта теория рассматривает старение как побочный продукт естественного отбора (также как, например, эволюционное объяснение развития слепоты у пещерных и подземных животных).
Вероятность размножения индивидуума зависит от его возраста, возрастая от нулевой в момент рождения, и достигая пика у молодых взрослых организмов (сразу после достижения половой зрелости), после чего она уменьшается в связи с увеличением вероятности смерти от внешних (хищники, болезни, несчастные случаи) и внутренних (старение) причин. При этом в природных условиях организмы очень редко доживают до возраста, когда старение становится заметным, то есть смертность почти исключительно зависит от внешних причин, на которые старение не имеет никакого влияния. Против вредных мутаций в аллелях, которые проявляются в молодом возрасте, таким образом действует очень сильное эволюционное давление, так как они имеют сильное влияние на вероятность размножения. С другой стороны, вредные мутации, которые проявляются поздно в жизни, в возрасте, до которого большая часть популяции не доживает, будут испытывать значительно меньшее эволюционное давление, потому что их носители уже передали свои гены следующему поколению и уменьшение числа наследников из-за этих мутаций незначительно.
Мутации могут оказывать влияние на успех организма как непосредственно, так и косвенно. Например, гипотетическая мутация, увеличивающая риск переломов в связи со снижением фиксации кальция, является в меньшей степени вредной, чем мутация, которая поражает яйца в матке. С точки зрения эволюции неважно, почему снижается способность организма к размножению. Важно, что индивидуумы, которые несут вредную мутацию, имеют меньше возможностей для размножения, если вредный эффект этой мутации проявляется раньше в жизни. Например, люди, болеющие прогерией (генетическая болезнь с симптомами преждевременного старения) живут всего лишь 15-20 лет, и практически не могут передать свои мутантные гены следующему поколению (считая мутацию доминантной). В таких условиях прогерия возникает только вследствие новых мутаций, а не от генов родителей. В отличие от них люди с другой генетической болезнью, болезнью Альцгеймера, которая проявляется поздно, успевают оставить потомство до её проявления. Таким образом, болезнь передаётся новым поколениям и является случайной. Другими словами, теория накопления мутаций предусматривает увеличение с возрастом частоты генетических мутаций, которые остаются в генофонде.
Теория накопления мутаций позволяет исследователям сделать несколько проверяемых прогнозов. В частности, эта теория предусматривает, что зависимость максимальной продолжительности жизни популяции потомства от максимальной продолжительности жизни материнского организма не должна быть линейной, как это наблюдается для почти любого другого количественного признака, что демонстрирует наследственность (например, высоты тела). Это значит, что эта зависимость должна иметь необычную нелинейную форму, с увеличением наклона для зависимости диапазона жизни потомства от материнской продолжительности жизни среди более долгоживущих родителей. Этот прогноз следует непосредственно из ключевого утверждения теории, что равновесная частота генов, где возможна вредная мутация, должна увеличиваться с возрастом из-за слабого эволюционного давления против этих мутаций (Равновесная частота генов означает независимую от времени частоту генов, которая определяет баланс между возникновением мутаций и эволюционным давлением против них).
Согласно теории накопления мутаций ожидается рост генетических изменений максимальной продолжительности жизни с возрастом. Таким образом, в гетерогенной популяции, такое же самое изменение в фенотипе отвечает большому числу изменений в генотипе. Предусмотренное увеличение аддитивной генетической вариации может быть выявлено при изучении соотношения генетических изменений при условии аналогичных фенотипических изменений. Это соотношение, так называемая наследственность продолжительности жизни в узком смысле, может быть оценено как удвоенный наклон линии регрессии в зависимости продолжительности жизни потомков от материнской продолжительности жизни. Поэтому, если возраст на момент смерти действительно определяется накоплением вредных мутаций замедленного действия, ожидается, что этот наклон станет круче с увеличением возраста материнского организма на момент смерти. Этот прогноз был проверен анализом генеалогических данных наследственности в европейских королевских и знатных семьях, которые очень хорошо задокументированы. Было обнаружено, что наклон линии регрессии потомков действительно возрастает с максимальным возрастом предков, как и предусматривается теорией накопления мутаций. Аналогичные результаты были получены и с помощью исследований других модельных организмов, например, плодовой мушки Drosophila melanogaster
Сегодня, тем не менее, теория накопления мутаций не подтверждена на примере конкретных генов и остаётся гипотезой, которая требует дальнейшего подтверждения.